# Pellegrino Tibaldi
Pellegrino Tibaldi (1527, Valsolda – 1596, Milán), také známý jako Pellegrino di Tibaldo de Pellegrini, byl italský manýristický architekt, sochař a malíř.

## Život a dílo
Valsolda je obec s přibližně 1 600 obyvateli v provincii Como v italském regionu Lombardie, tehdejší části milánského vévodství. Nachází se asi 60 kilometrů severně od Milána a asi 25 kilometrů severně od města Como na hranici se Švýcarskem. Zde se Tibaldi narodil, ale vyrostl v Bologni. Jeho otec pracoval jako kameník. Pravděpodobně se učil u Bartolomea Ramenghi Bagnacavalla nebo Innocenzi da Imoly. Jeho první zdokumentovaná malba je Sňatek svaté Kateřiny, kterou vytvořil někdy ve věku 15 let.

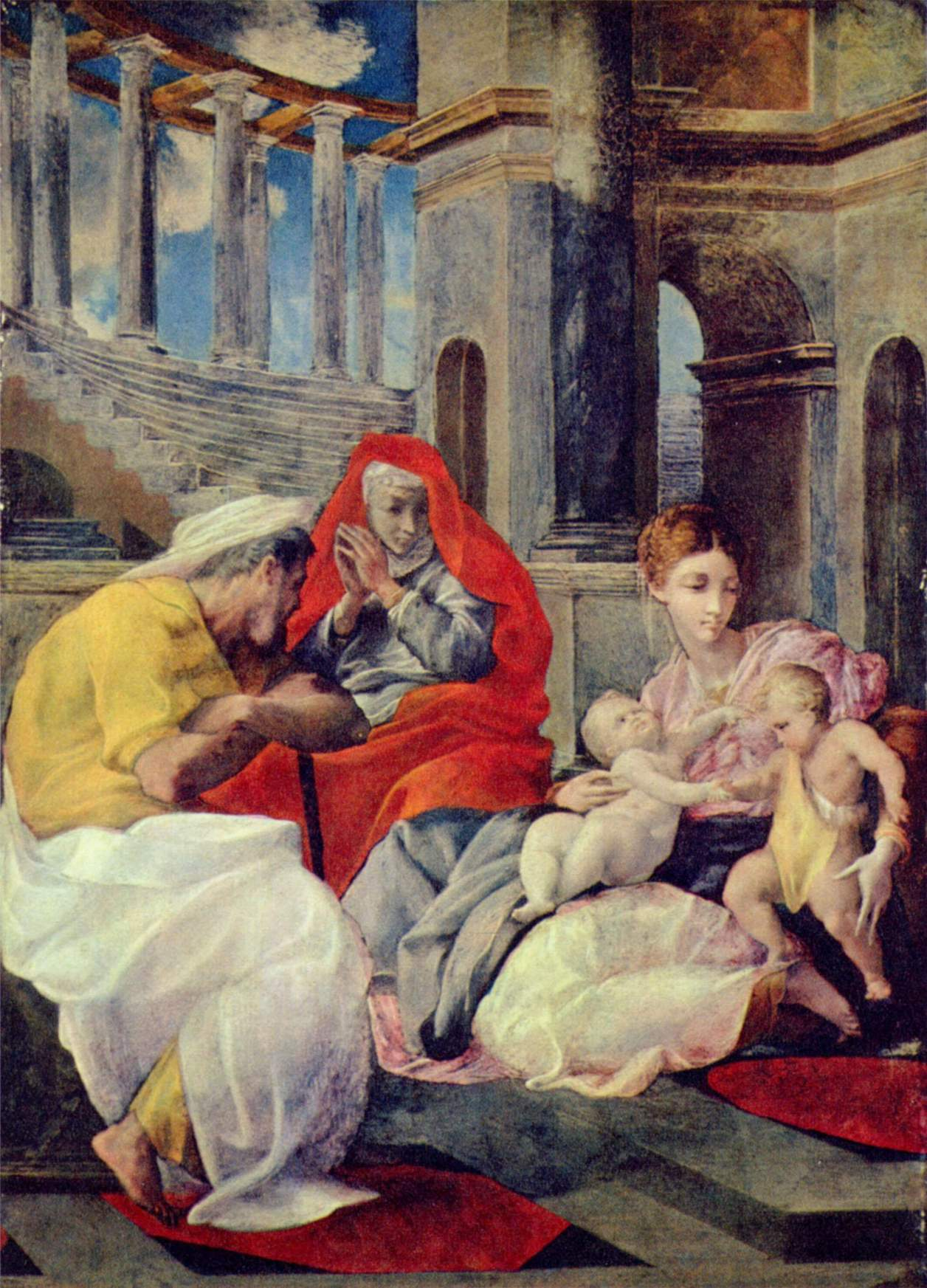
Svatá rodina, poslední třetina 16. století, ve sbírkách Ermitáže v Petrohradu

V roce 1547 odešel Tibaldi do Říma studovat u Perina del Vaga. Dostal práci při výzdobě Sala del Consiglio, Andělského hradu (Castel Sant'Angelo). Když Perino del Vaga v roce 1547 zemřel, převzal po něm Tibaldi v letech 1547–1549 vedoucí roli malíře a architekta. Vytvářel také fresky, které byly ovlivňovány tvorbou Michelangela Buonarrotiho. Další zakázku dostal od kardinála Giovanniho Poggia v Bologni. Tibaldi namaloval fresky Příběh o Odysseovi v Palazzo Poggi (palác v Bologni, nyní sídlo Univerzity v Bologni), scény ze života baptisty v kapli paláce Poggi a scény z Mojžíšova života v Paláci Sacchettiů v Římě. V kostele S. Giacomo Maggiore postavil kapli pro svého patrona, pro kapli namaloval obraz Kázání svatého Jana a obraz Division of the Elect from the Damned. Kardinál Poggi ho následně zaměstnal při stavbě kaple v bazilice della Santa Casa v italském městě Loreto. Pro baziliku namaloval obrazy Narození Páně, Uvedení Páně do chrámu, Proměnění Páně a Stětí hlavy Jana Křtitele.
V letech 1558 až 1561 žil v Anconě, kde namaloval fresky pro palác Loggia dei Mercanti. V roce 1561 se setkal s kardinálem Karlem Boromejským, který ho zaměstnal v Miláně hlavně jako architekta. Pracoval na téměř nekonečném úkolu stavby milánské katedrály, kde pracoval na různých projektech. Také pracoval na nádvoří arcibiskupského paláce (1564–70) v Miláně, na výzdobě jezuitského kláštera San Fedele (1569–1579) a San Sebastiano v Miláně (1577). V Miláně pracoval také jako civilní architekt, který projektoval paláce Spinola, Erba Odescalchi a Prospero Visconti. V roce 1575 byl pověřen kardinálem Tolomeem Galliem postavit na břehu Comského jezera výstavbou renesanční patricijské rezidence Villa d'Este v Cernobbiu.
V roce 1586 odešel do Španělska, kde nahradil Federica Zuccariho jako hlavního malíře. Pracoval v klášteru a královském sídle svatého Vavřince v El Escorialu na žádost krále Filipa II. Jeho největším dílem byly fresky v knihovně. Po devíti letech se vrátil do Itálie a byl jmenován architektem milánské katedrály (italsky Duomo di Milano) až do své smrti. Zemřel v Miláně roku 1592.
Pellegrinův bratr Domenico Pellegrino Tibaldi pracoval jako rytec v Bologni. Mezi jeho žáky patřili Orazio Samacchini, Lorenzo Sabbatini, nebo Girolamo Miruoli. Jeho syn Domenico Tibaldi je známý především jako architekt v Bologni.

## Galerie

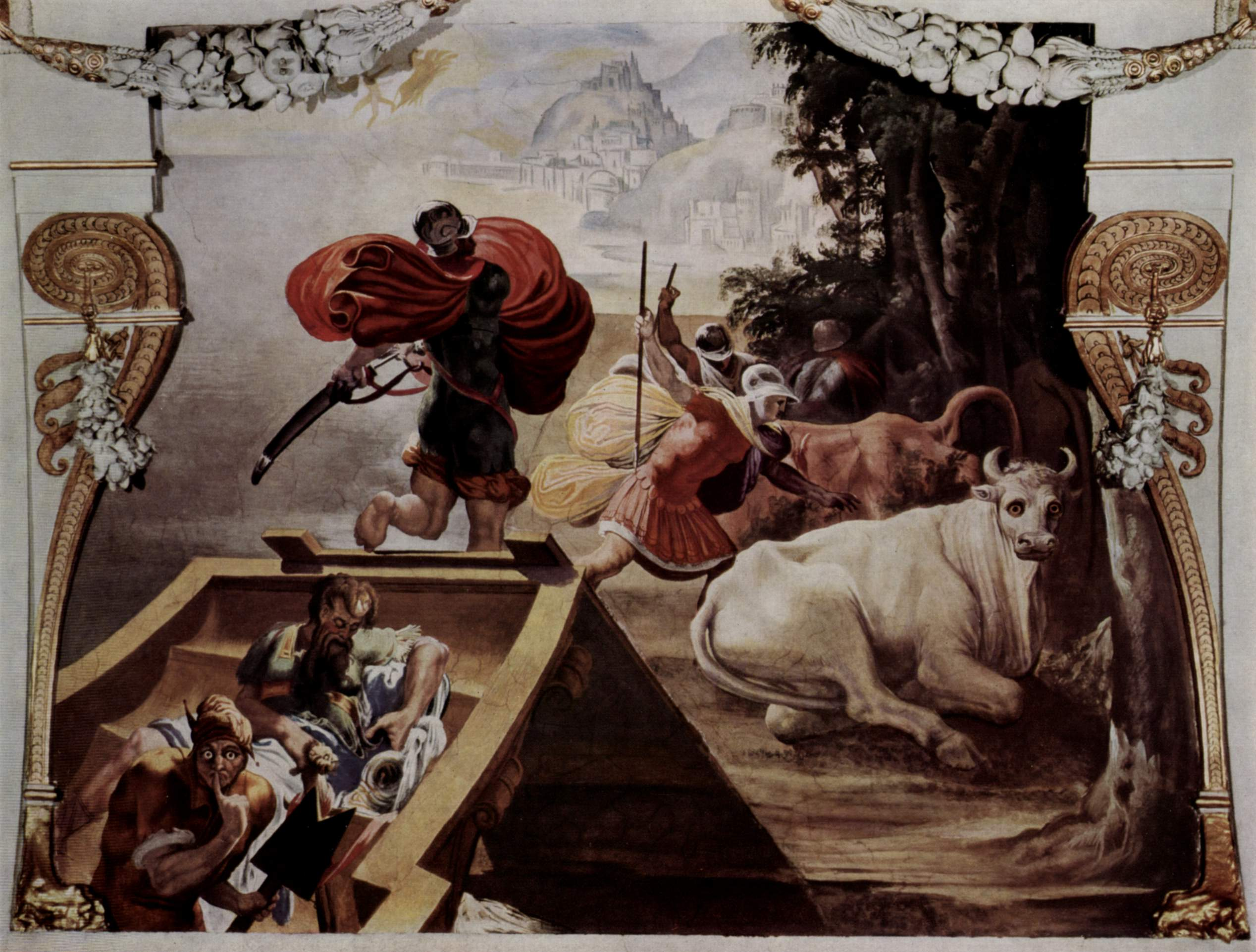
Společníci Odyssea kradou dobytek Heliovi
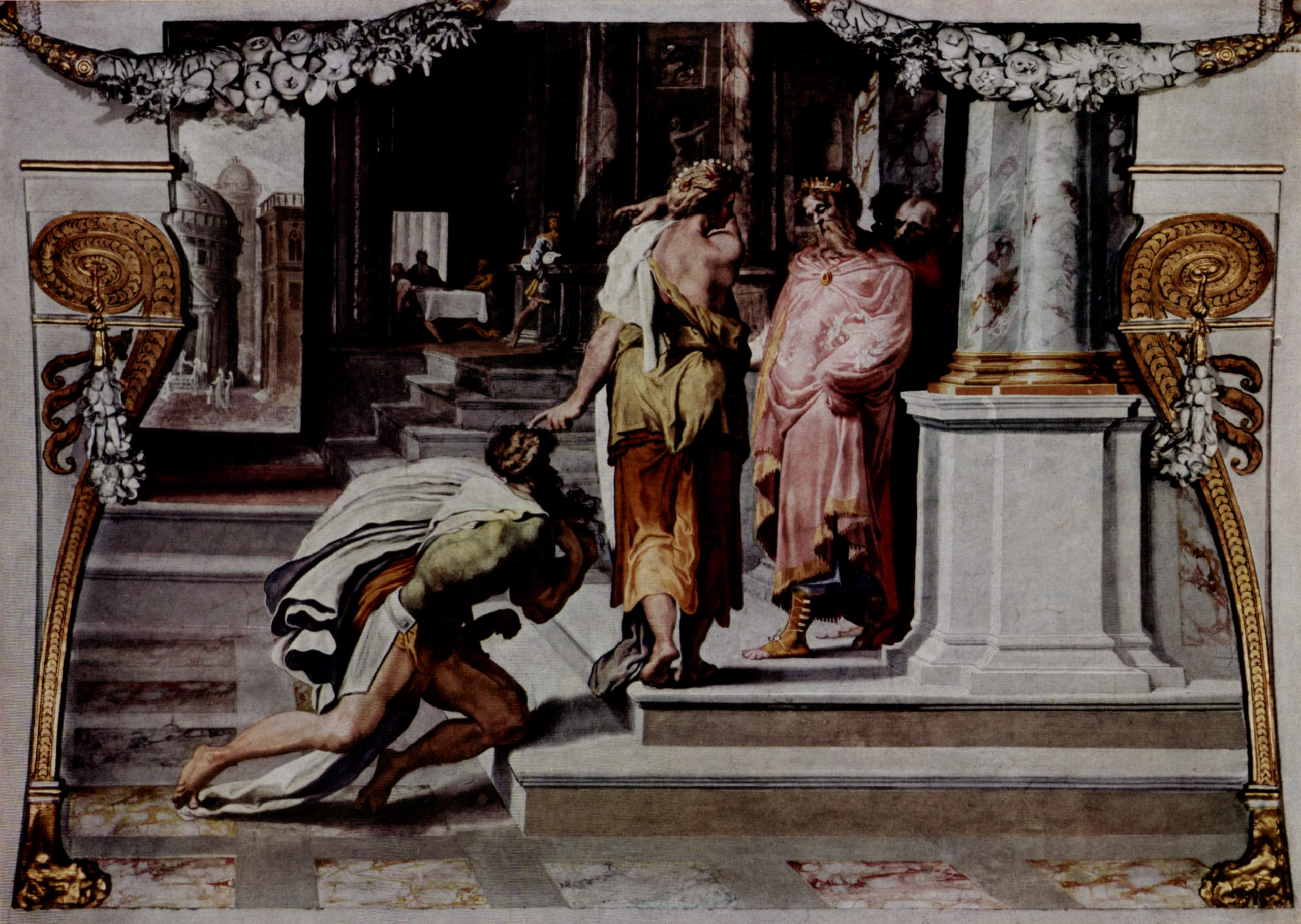
Odysseus a dcera krále Kadmose
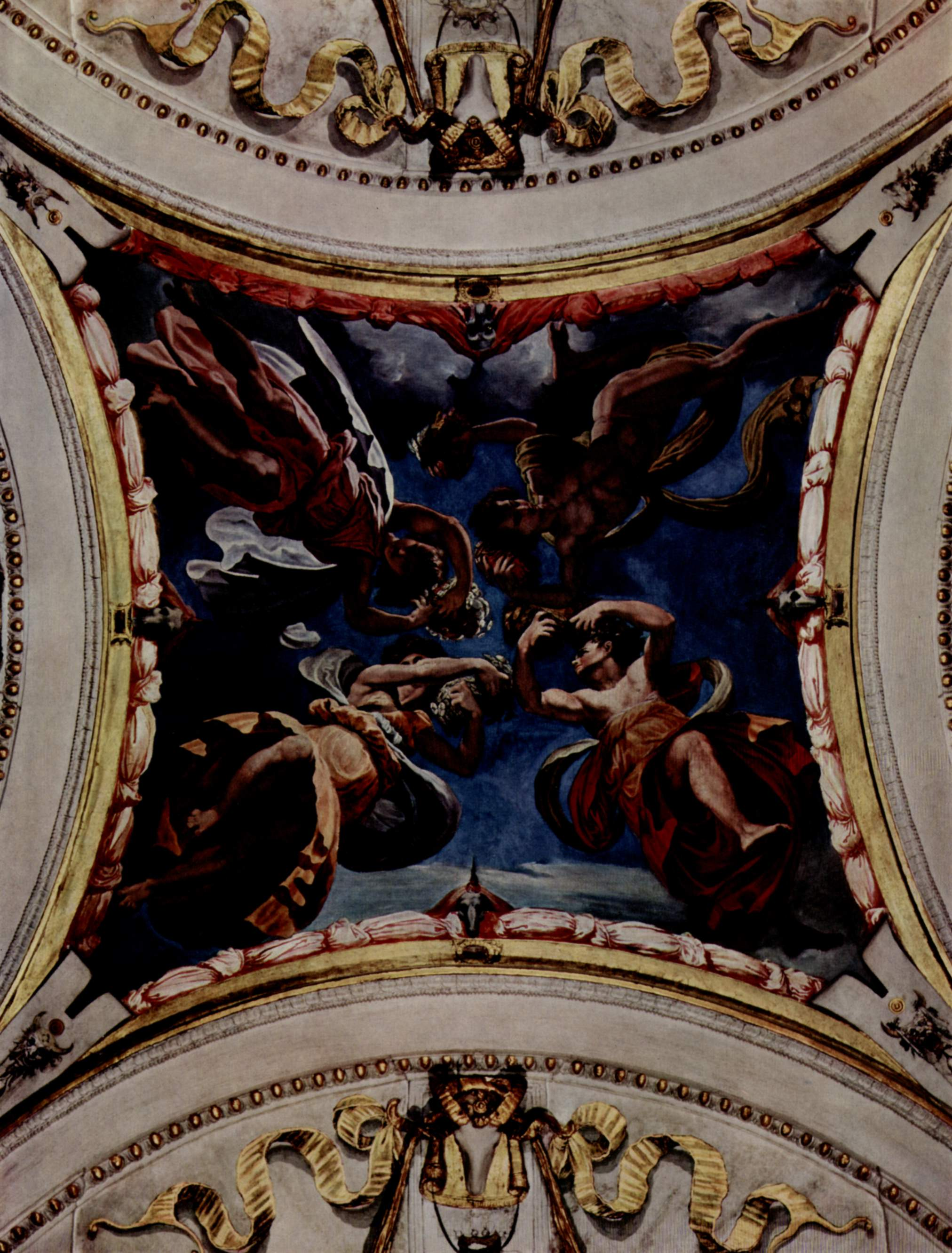
Tančící Géniové
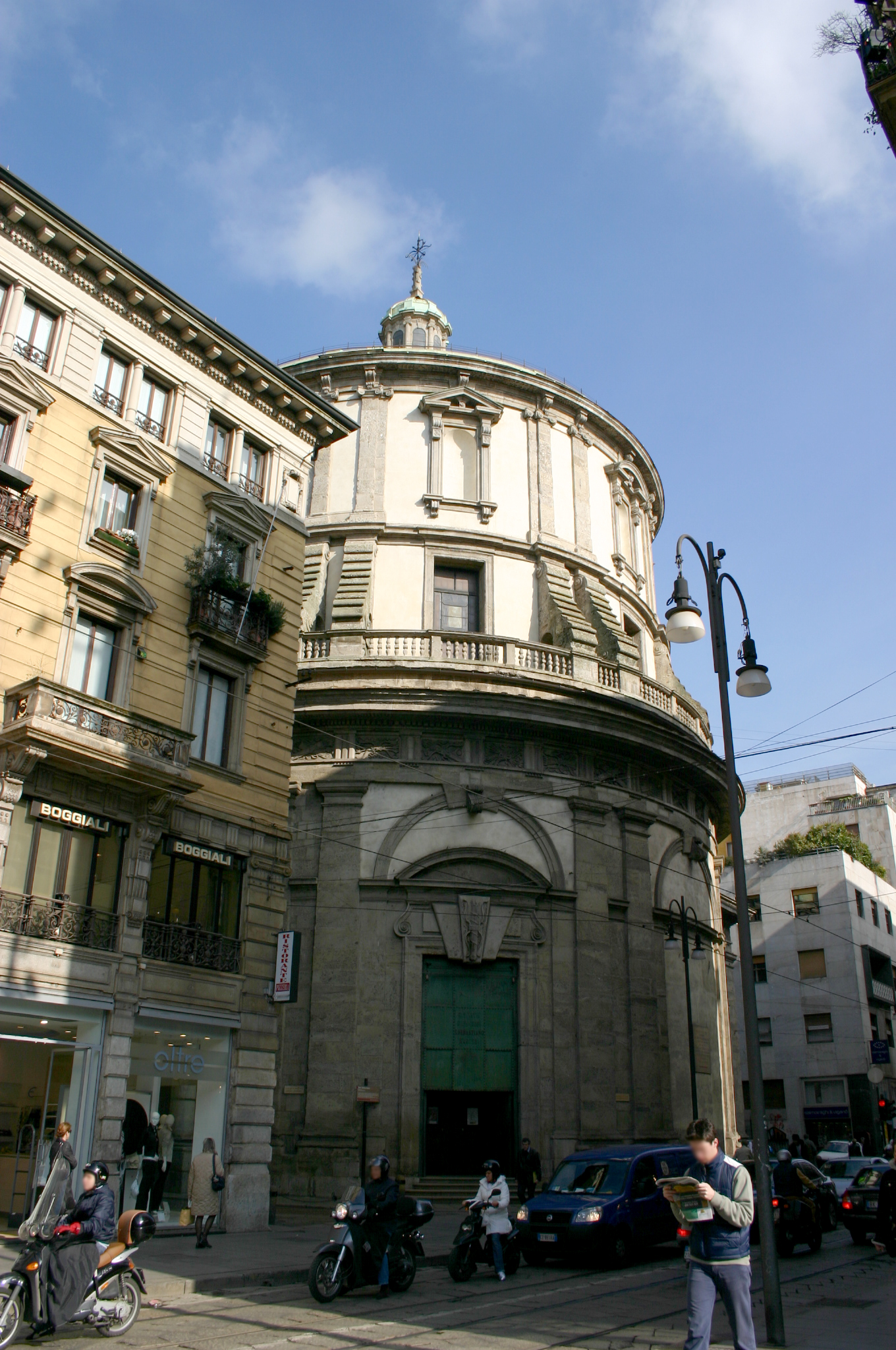
San Sebastiano (Milán)
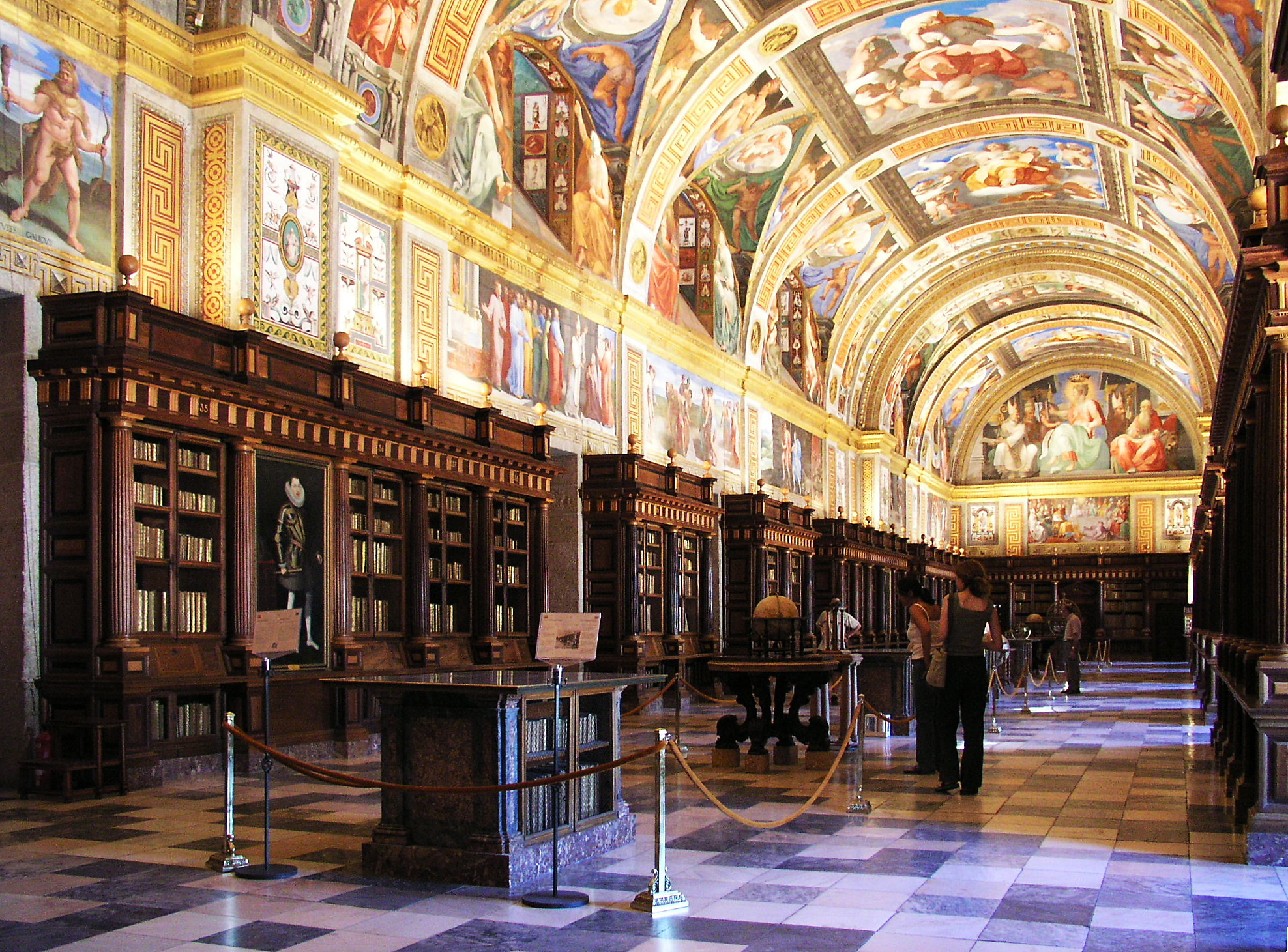
Knihovna, klášter El Escorial
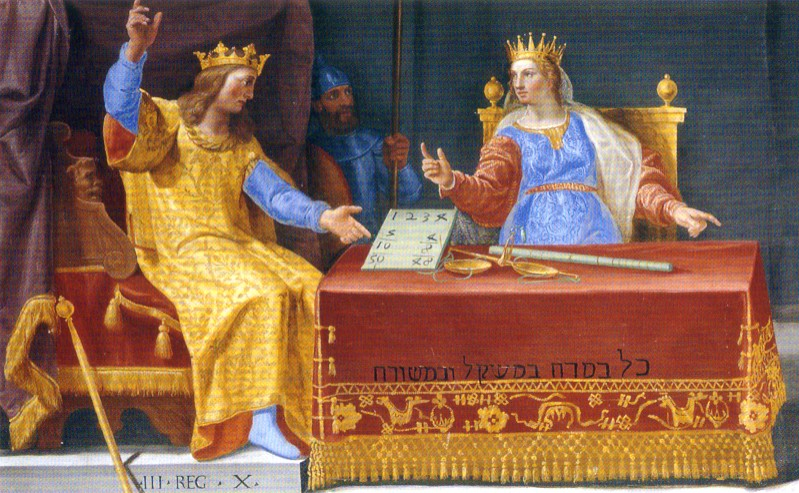
Šalamoun a Královna ze Sáby, knihovna
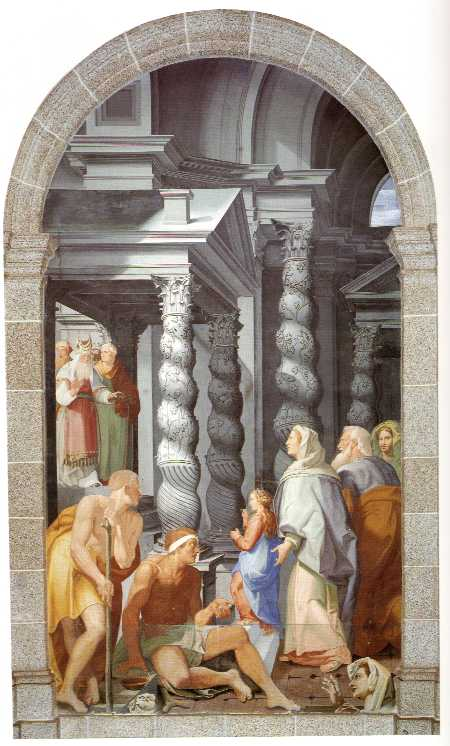
Uvedení Panny Marie do chrámu
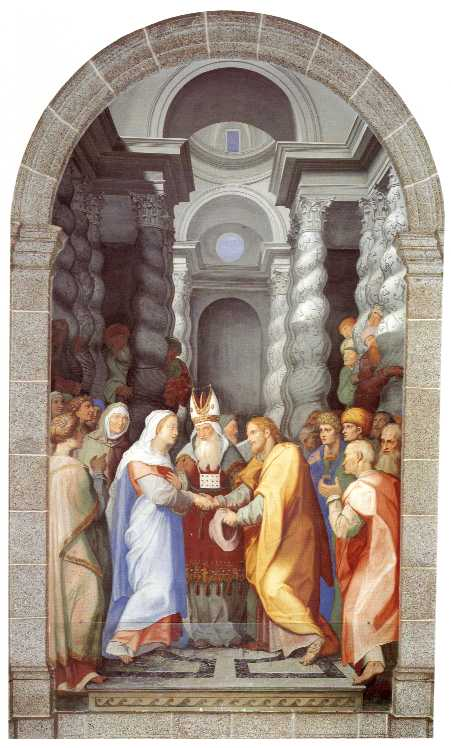
Zasnoubení Panny
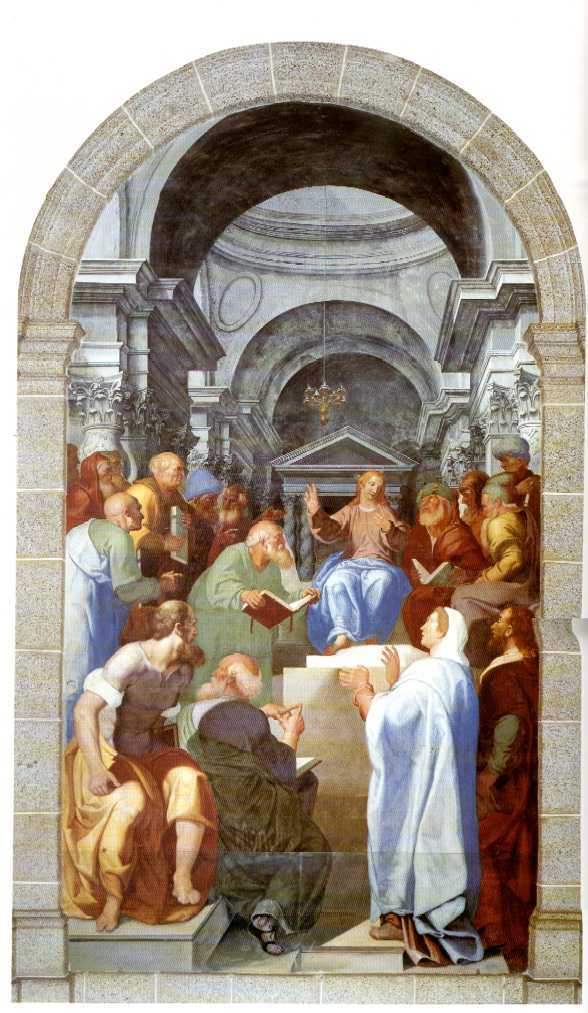
Ježíš před lékaři